# Ampelocissus

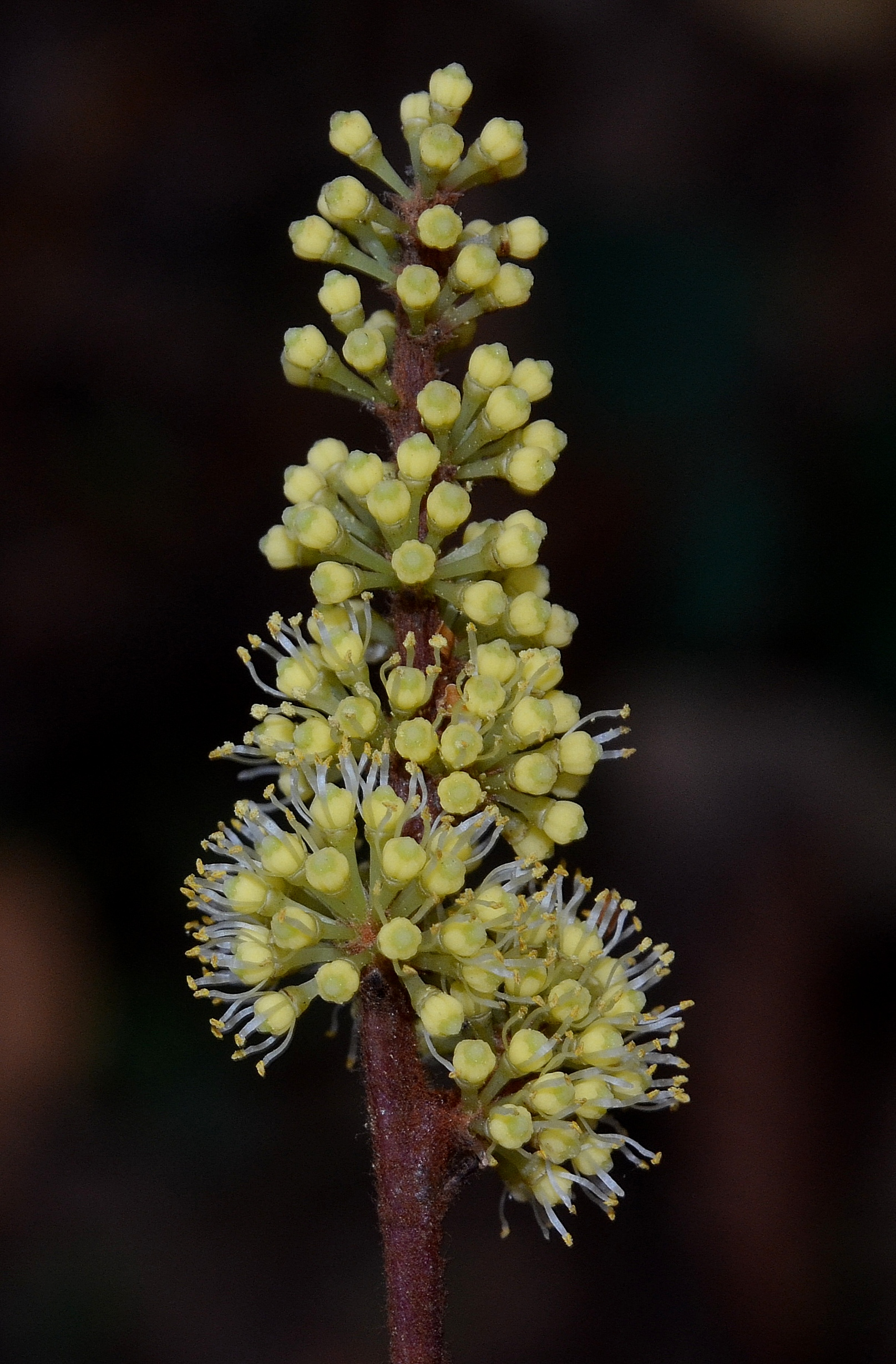
Ampelocissus indica

Ampelocissus Planch. – rodzaj roślin należący do rodziny winoroślowatych (Vitaceae Juss.). Obejmuje co najmniej 96 gatunków występujących naturalnie na całym świecie w strefach tropikalnych i subtropikalnych.

## Systematyka
Pozycja według Angiosperm Phylogeny Website (2001...)
Rodzaj należy do rodziny winoroślowatych (Vitaceae Juss.), która jest jedyną rodziną w obrębie monotypowego rzędu winoroślowców (Vitales Reveal).
Pozycja w systemie Reveala (1994-1999)
Gromada okrytonasienne (Magnoliophyta Cronquist), podgromada Magnoliophytina Frohne & U. Jensen ex Reveal, klasa Rosopsida Batsch, podklasa różowe (Rosidae Takht.), nadrząd Vitanae Takht. ex Reveal, rząd winoroślowce (Vitales Reveal), rodzina winoroślowate Vitaceae Juss.
Wykaz gatunków
| - Ampelocissus abyssinica (Hochst. ex A.Rich.) Planch. - Ampelocissus acapulcensis (Kunth) Planch. - Ampelocissus acetosa (F.Muell.) Planch. - Ampelocissus aculeata (Span.) Planch. - Ampelocissus africana (Lour.) Merr. - Ampelocissus amentacea Ridl. - Ampelocissus angolensis (Baker) Planch. - Ampelocissus arachnoidea (Hausskn.) Planch. - Ampelocissus araneosa (Dalzell) Gamble - Ampelocissus artemisiifolia Planch. - Ampelocissus ascendiflora Latiff - Ampelocissus banaensis Gagnep. - Ampelocissus barbata (Wall.) Planch. - Ampelocissus birii P.Singh & B.V.Shetty - Ampelocissus bombycina (Baker) Planch. - Ampelocissus borneensis Merr. - Ampelocissus botryostachys Planch. - Ampelocissus butoensis C.L.Li - Ampelocissus capillaris (Ridl.) Merr. - Ampelocissus cardiospermoides Planch. - Ampelocissus celebica Suess. - Ampelocissus chaffanjonii (H.Lév.) Rehder - Ampelocissus changensis Craib - Ampelocissus cinnamomea (Wall. ex M.A.Lawson) Planch. - Ampelocissus complanata Latiff - Ampelocissus compositifolia (M.A.Lawson) Planch. - Ampelocissus concinna (Baker) Planch. - Ampelocissus costaricensis Lundell - Ampelocissus debilis Ridl. - Ampelocissus dekindtiana Gilg - Ampelocissus dichothrix (Miq.) Suess. - Ampelocissus dissecta (Baker) Planch. - Ampelocissus divaricata (Wall. ex M.A.Lawson) Planch. - Ampelocissus dolichobotrys Quisumb. & Merr. - Ampelocissus edulis (De Wild.) Gilg & M.Brandt - Ampelocissus elegans Gagnep. - Ampelocissus elephantina Planch. - Ampelocissus erdvendbergiana Planch. - Ampelocissus erdwendbergii Planch. - Ampelocissus filipes Planch. - Ampelocissus floccosa (Ridl.) Galet - Ampelocissus frutescens Jackes - Ampelocissus gardineri (L.H.Bailey) Jackes - Ampelocissus gracilipes Stapf - Ampelocissus gracilis (Wall.) Planch. - Ampelocissus harmandii Planch. - Ampelocissus helferi (M.A.Lawson) Planch. - Ampelocissus hoabinhensis C.L.Li | - Ampelocissus humulifolia Gagnep. - Ampelocissus imperialis (Miq.) Planch. - Ampelocissus indica (L.) Planch. - Ampelocissus iomalla Gilg & M.Brandt - Ampelocissus javalensis (Seem.) W.D.Stevens & A.Pool - Ampelocissus korthalsii Planch. - Ampelocissus latifolia (Roxb.) Planch. - Ampelocissus leonensis (Hook.f.) Planch. - Ampelocissus leptotricha Diels - Ampelocissus lowii (Hook.f.) Planch. - Ampelocissus macrocirrha Gilg & M.Brandt - Ampelocissus madulidii Latiff - Ampelocissus martini Planch. - Ampelocissus mesoamericana Lombardi - Ampelocissus mottleyi (Hook.f.) Planch. - Ampelocissus muelleriana Planch. - Ampelocissus multifoliola Merr. - Ampelocissus multiloba Gilg & M.Brandt - Ampelocissus multistriata (Baker) Planch. - Ampelocissus nitida (M.A.Lawson) Planch. - Ampelocissus obtusata (Welw. ex Baker) Planch. - Ampelocissus ochracea (Merr.) Merr. - Ampelocissus pauciflora Merr. - Ampelocissus pedicellata Merr. - Ampelocissus phoenicantha Alston - Ampelocissus poggei Gilg & M.Brandt - Ampelocissus polystachya (Wall. ex M.A.Lawson) Planch. - Ampelocissus polythyrsa (Miq.) Gagnep. - Ampelocissus pterisanthella (Ridl.) Merr. - Ampelocissus racemifera (B.R.Jack.) Planch. - Ampelocissus robinsonii Planch. - Ampelocissus rubiginosa Lauterb. - Ampelocissus rubriflora Gagnep. - Ampelocissus rugosa (Wall.) Planch. - Ampelocissus rupicola Craib - Ampelocissus sapinii (De Wild.) Gilg & M.Brandt - Ampelocissus sarcocephala Planch. - Ampelocissus schimperiana (Hochst. ex A.Rich.) Planch. - Ampelocissus sikkimensis (M.A.Lawson) Planch. - Ampelocissus spicifer (Griff.) Planch. - Ampelocissus tenuis Merr. - Ampelocissus thyrsiflora (Blume) Planch. - Ampelocissus tomentosa (B.Heyne & Roth) Planch. - Ampelocissus trichoclada Quisumb. & Merr. - Ampelocissus verschuerenii De Wild. - Ampelocissus wightiana B.V.Shetty & Par.Singh - Ampelocissus winkleri Lauterb. - Ampelocissus xizangensis C.L.Li |